# Brachionidium muscosum
Brachionidium muscosum är en orkidéart som beskrevs av Carlyle August Luer och Roberto Vásquez. Brachionidium muscosum ingår i släktet Brachionidium och familjen orkidéer. Inga underarter finns listade i Catalogue of Life.